# 그레이트 차고스 뱅크

## 개요
몰디브에서 남쪽으로 약 500km 떨어진 차고스 제도에 위치한 그레이트 차고스 뱅크는 총 면적이 12,642km²로, 세계에서 가장 큰 환초 구조이다. 여기는 영국이 관리하고 있다. 1837년 로버트 모르즈비로 인해 처음으로 조사되었다. 주요 섬은 4개이며, 북쪽 가장자리의 넬슨섬 외에 모두 서쪽에 자리잡고 있다.

## 같이 보기
- 환초
- 차고스 제도